# ガイドランナー

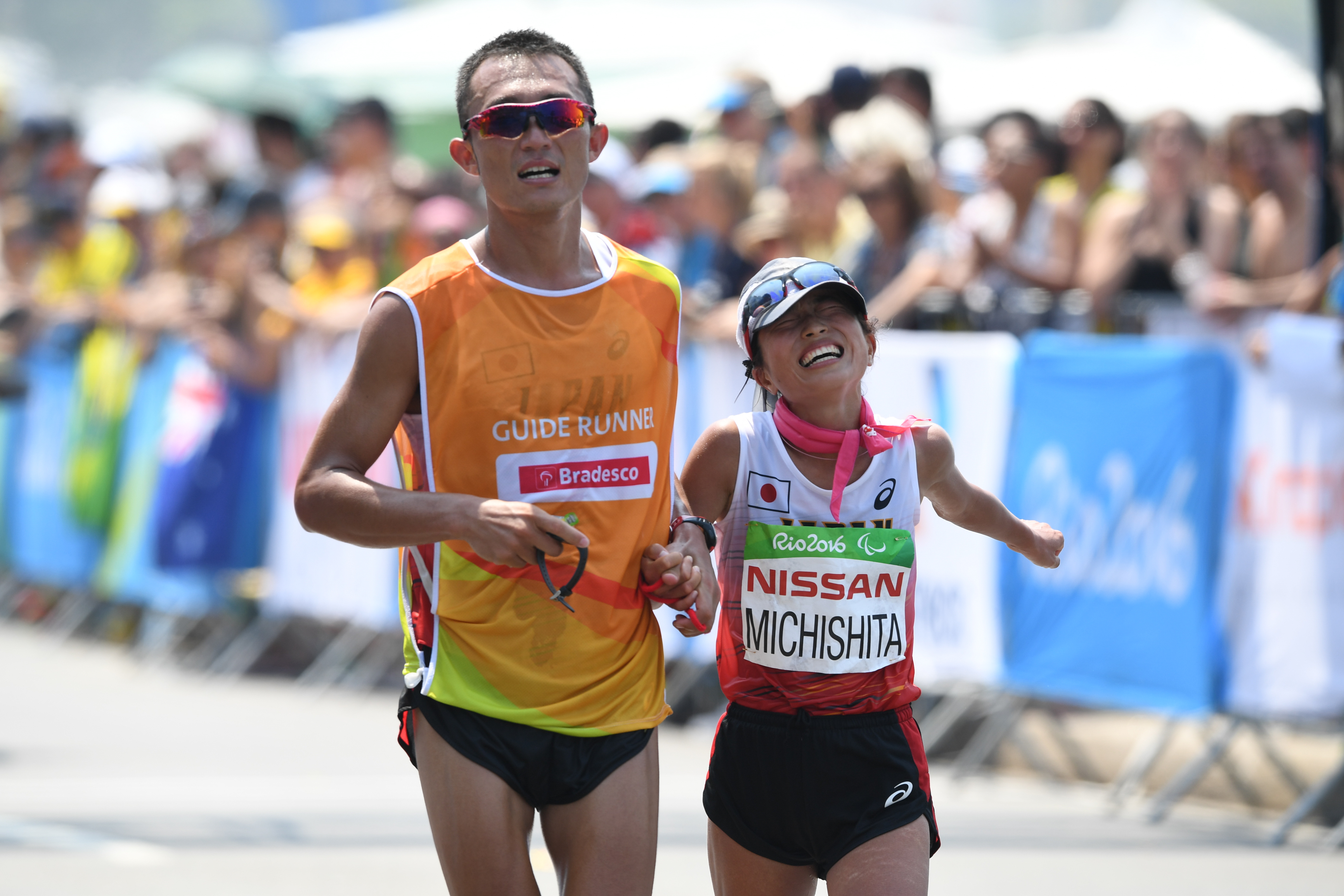
2016年リオデジャネイロパラリンピックに参加する道下美里選手（右）とガイドランナー（左）

ガイドランナー（英: guide runner）とは、ブラインドマラソンなどの視覚障害者の陸上競技において、ロープや声などを用いて選手を誘導するランナーである。伴走者。

## 概要
視覚障害を持つランナーと一緒に走り、スタートからゴールまで誘導する。1メートル程度のロープを輪状に結んだもの（ガイドロープ）を選手と伴走者がそれぞれ持ち、声で方向や周囲の状況などを伝える。選手を引っ張ったり、選手より極端に前を走ったりするなど、速く走るための援助を行っていると判断された場合は、失格となる。ただし、給水などの補給の受け取りを助ける行為は、助力とみなされない。
伴走者は原則1人であるが、長距離種目の場合は、あらかじめ定められた地点で別の伴走者と交代することもできる。パラリンピックなどでは、同一の伴走者が途中交代することなく3位以内に入賞すると、選手とともにメダルが授与される。障害者スポーツでは障害の程度によってクラス分けがされており、各クラスで伴走の可否などの規定が異なるため、競技規則に従い競技に参加することが求められる。

## その他の競技における視覚ガイド

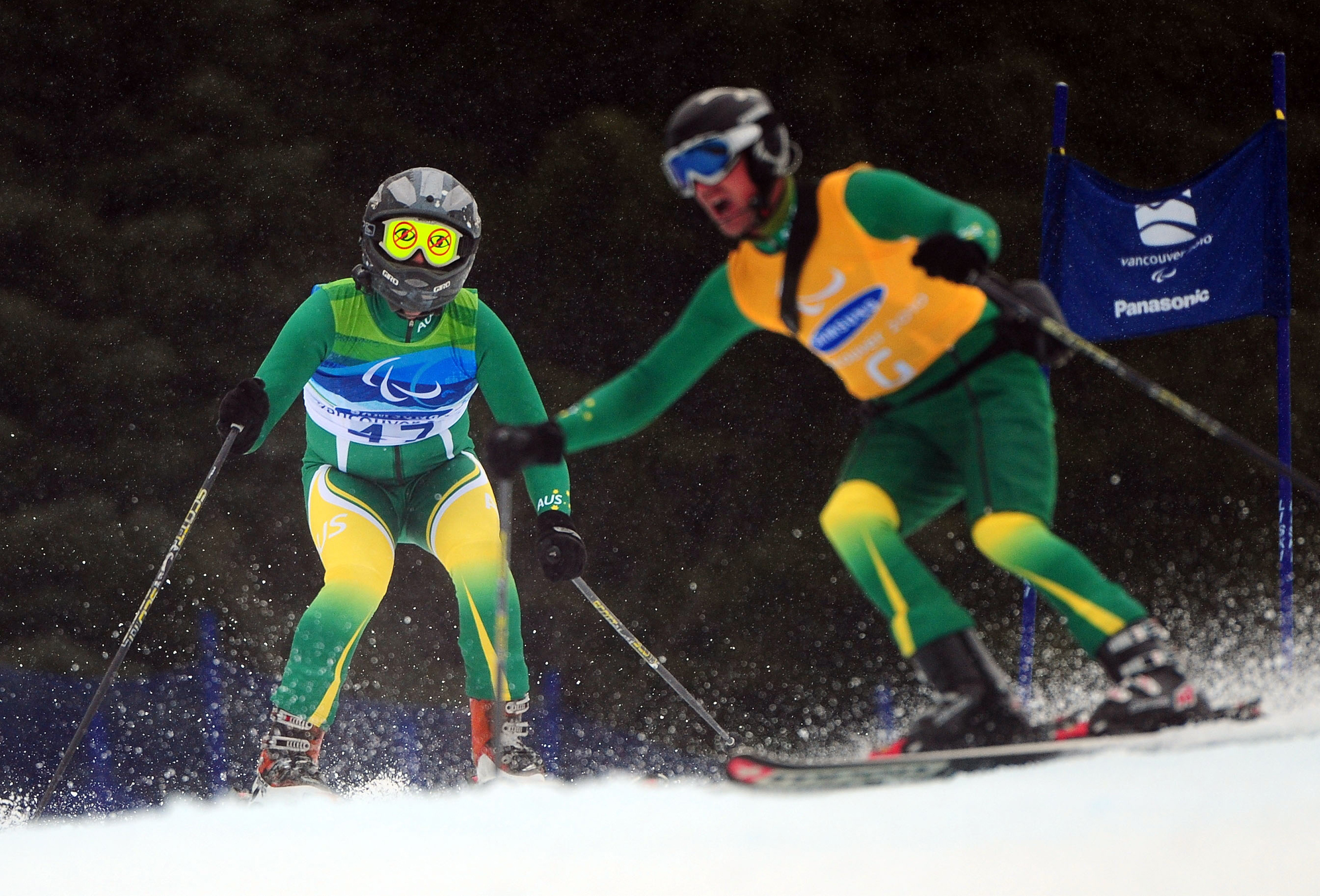
2010年バンクーバーパラリンピックのアルペンスキー競技に参加する選手（左）とガイドスキーヤー（右）

- ブラインドアルペンスキーなどのスキー競技では「ガイドスキーヤー」と呼ばれる。スキー競技では両手にストックを持つため、ロープは使わず声のみでガイドする[5]。
- 走り幅跳びなどの跳躍競技、砲丸投げなどの投擲競技では、「コーラー」と呼ばれるガイドが高さやタイミング、方向などを声や手拍子で伝える[6]。
- ブラインドゴルフでは、「ガイドキャディ」と呼ばれる補助員が、ショットの方向や残り距離などを伝えてサポートする[7]。

## ガイドランナーが登場する作品
- 伴走者 (小説) - 浅生鴨の小説。